# Karin Kaçi
Karin Kaçi (* 1976 bei Köln) ist eine Film- und Buchautorin armenischer Herkunft.
Nach dem Abitur arbeitete sie in einer Kostümwerkstatt und einem Pressebetrieb. Nach einem begonnenen Studium der Pädagogik ließ sie sich zur Mediengestalterin ausbilden. 2005 schloss sie das Filmstudium an der Internationalen Filmschule Köln mit Schwerpunkt Drehbuch ab und ist seither als Drehbuchautorin für Filme und Serien tätig. Zudem schrieb sie Jugendbücher und Erzählertexte für zahlreiche Filmhörspiele.

## Filmografie
- 2006: Goldjunge
- 2010: Eines Tages...
- 2011: Anduni – Fremde Heimat
- 2017: 1000 Arten Regen zu beschreiben
- 2021: Geborgtes Weiß
- 2022: Freibad
- 2024: Der Fall Marianne Voss
- 2024: A Better Place (Fernsehserie)